# Alessandro Ghinami
Alessandro Ghinami (Oristany, 1923 - 8 gener de 2016) va ser un polític sard. Fou el principal dirigent a l'illa del Partit Socialista Democràtic Italià (PSDI) i diputat regional a les eleccions regionals de Sardenya de 1979, després de les quals fou nomenat president de Sardenya de 1979 a 1980 amb suport de la DCI i del PSI i president del Consell Regional de 1981 a 1983. Posteriorment ha estat elegit diputat a les eleccions legislatives italianes de 1983, 1987 i 1992, i ha estat sotsecretari d'agricultura amb Giulio Andreotti i de transport amb Ciriaco De Mita.